# Ла-Саль (Монреаль)
Ла-Саль (фр. LaSalle) — найпівденніший район (округ) міста Монреаль, Канада. Розташований у південно-західній частині острова Монреаль, уздовж річки Святого Лаврентія. До 2002 року був окремим муніципалітетом, який був зареєстрований в 1912 році.
1 січня 2002 року Ла-Саль об'єднався з містом Монреаль і з того часу утворив округ. Провінційний уряд наказав провести об'єднання з містом Монреаль. Був проведений референдум проти злиття. Хоча 20 червня 2004 року більшість проголосувала за відокремлення, необхідного кворуму (схвалення 35% усіх виборців) не було досягнуто.